# Chow Yun Fat
Chow Yun-fat (čínsky: 周潤發, pinjin: Zhōu Rùnfā, český přepis: Čou Jan-fet) (* 18. května 1955 na ostrově Lamma v Hongkongu) je hongkongský herec.
Stal se jedním z mezinárodně angažovaných hongkongských herců spolu s Bruce Leem, Jackie Chanem a Michelle Yeoh. Tento charizmatický herec je považován za čínského Cary Granta nebo Alaina Delona.

## Těžké začátky
Vyrůstal v chudobě na úzkém pobřeží ostrova Lamma. Jeho život se začal měnit až s úspěšným startem hereckého novice v lokální televizní stanici TVB.

## Kariéra
Ve známost vešel Čou jako hvězda televizního seriálu The Bund (1983). Jakkoliv se mu dařilo v televizních rolích, viděl svoji budoucnost jako velký filmový herec. Bohužel však stále účinkoval pouze v nízkorozpočtových snímcích. Zlom přišel až poté, co se dal dohromady s relativně neznámým režisérem Johnem Woo, když spolu v roce 1986 natočili gangsterku A Better Tomorrow (Lepší Zítřek), která z obou učinila ve významné části Asie megahvězdy. Po úspěchu A Better Tomorrow vytvořil Čou ještě další „gun fu“ (slovní hříčka: gun znamená anglicky bouchačka (volně přeloženo)) neboli „heroic bloodshed“ (hrdinské krváky) filmy, právě pod taktovkou Johna Woo. Jednalo se o snímky The Killer (Zabiják) z roku 1989 a Hard Boiled (1992).
Na západě je Čou známý jako představitel ctnostných tvrďáků, ať už policajtů nebo zločinců. Přes tuto škatulku je herec širokých možností, o čemž svědčí například jeho účinkování v komediích jako Diary of a Big Man z roku 1988 nebo Now You See Love… Now You Don't z roku 1992. Překvapivě pro skalní příznivce hongkongské hardcore produkce účinkoval také v romancích Love in a Fallen City z roku 1984 a An Autumn's Tale z roku 1987. Cejch ranaře odhodil také ve snímku Wong Ťinga God of Gamblers z roku 1989, kde se předvedl jako komik a akční hrdina zároveň. Tímto filmem zároveň definitivně prorazil jako nejpopulárnější hongkongský herec.
Úspěchy v Hongkongu předznamenaly jediné, Čouův frontální útok na Hollywood a chuť zopakovat lokální úspěchy na mezinárodním poli. Jeho první dva filmy, Replacement Killers (Střelci na útěku) z roku 1998 a The Corruptor (Válka gangů) z roku 1999, však byly propadáky. Ve stejném roce, jako Válka gangů vznikl také snímek Anna and the King (Anna a král), který dopadl o poznání lépe. Zásluha je však připisována herečce Jodie Fosterové, která si zde zahrála. V roce 2000 se vrátil do Asie, aby natočil film Crouching Tiger, Hidden Dragon (Tygr a drak), který vyhrál Oskara za nejlepší zahraniční snímek roku. V roce 2004 překvapil účinkováním v čínském indie-hitu Waiting Alone a o dva roky později spolupracoval s Gongem Li jako herec v jeho filmu Žang Jimu.
Čou ovšem stále čeká na svůj osobitý úspěch. Nyní žije v Hongkongu a nechal se slyšet, že si dělá zálusk na Oskara. Jeho posledním počinem má být role ukrutného piráta Sao Fenga v třetím pokračování Pirates of the Carribean (Piráti z Karibiku).

## Soukromý život
Čouovou zálibou je fotografování a sám je členem fotografického klubu. Jako osobnost působí zcela normálním dojmem, bez avantýr hereckých hvězd. Rád nakupuje jídlo v Kowloon City a přátelí se s mnoha majiteli obchůdků. Je velice ohleduplný a nechodí daleko pro legraci.

## Filmografie
názvy filmů jsou v angličtině
- Reincarnation (1977)
- Heroic Cops (1977)
- Hot Blood (1977)
- Police Sir! (1980)
- Postman Fight Back (1981)
- Story of Wu Viet (1981)
- Head Hunter aka Long Goodbye (1982)
- Last Affair (1983)
- Bloody Money (1983)
- The Bund (TV seriál) (1983)
- Love in a Fallen City (1984)
- Hong Kong 1941 (1984)
- The Occupant (1984))
- Women (1985)
- Witch from Nepal (1985)
- Spiritual Love (1985)
- Love Unto Waste (1986)
- A Better Tomorrow (1986)
- Seventh Curse (1986)
- Rose (1986)
- Lunatics (1986)
- 100 Ways to Murder Your Wife (1986)
- Hearty Response (1986)
- City on Fire (1987)
- Scared Stiff (1987)
- An Autumn's Tale (1987)
- Tragic Hero (1987)
- Code of Honor (1987)
- Prison on Fire (1987)
- My Will, I Will (1987)
- Rich And Famous (1987)
- A Better Tomorrow II (1987)
- Romancing Star (1987)
- The Eighth Happiness (1988)
- Fractured Follies (1988)
- Tiger on Beat (1988)
- Greatest Lover (1988)
- Cherry Blossoms (1988)
- Diary of a Big Man (1988)
- All About Ah-Long (1989)
- The Fun, the Luck & the Tycoon (1989)
- The Killer (1989)
- A Better Tomorrow III (1989)
- God of Gamblers (1989)
- Wild Search (1990)
- Once a Thief (1991)
- Prison on Fire II (1991)
- Hard Boiled (1992)
- Full Contact (1992)
- God of Gamblers Returns (1994)
- Treasure Hunt (1994)
- Peace Hotel (1995)
- The Replacement Killers (1998)
- The Corruptor (1999)
- Anna and the King (1999)
- Crouching Tiger, Hidden Dragon (2000)
- Bulletproof Monk (2003)
- Waiting Alone (2004)
- The Aunt's Postmodern Life (2006)
- Stranglehold (videohra) (2006)
- Curse of the Golden Flower (2007)
- Pirates of the Caribbean 3 (2007)